# Lluís Ballbé i de Gallart
Lluís Ballbé i de Gallart fou un polític i industrial català, diputat a les Corts Espanyoles durant la restauració borbònica.
Membre del Partit Liberal Fusionista, a les eleccions generals espanyoles de 1916 fou elegit diputat per aquest partit pel districte de Vilademuls, derrotant el candidat de la Lliga Regionalista Frederic Rahola i Trèmols. Durant el seu mandat demanà una subvenció per erigir un monument a Narcís Monturiol. A les eleccions generals espanyoles de 1918, però, fou derrotat pel candidat de la Lliga, Santiago Masó i Valentí.